# Carlos Eduardo
Carlos Eduardo Marques ili Carlos Eduardo (Ajuricaba, 18. srpnja 1987.) je brazilski nogometaš. Trenutno igra za Esporte Clube Vitória.

## Karijera
Carlos Eduardo se je već na početku karijere pokazao kao mladi nadareni vezni igrač, koji je došao putem kluba FC Lucasa u brazilske momčadi. Njega je prvi uočio Real Madrid negdje 2005 godine. Oni su odlučili, a i tada su to mislili da će mu trebati neko vrijeme za prilagodbu na španjolski nogomet.
U 2007 u Copa Libertadores Carlos Eduardo nije igrao dobro u susretu s Boca Juniors, ali nije izbrisao sve ono pozitivno što je napravio tijekom turnira.Imao je dobar rad nogu,brzo se okretao i opasno je prijetio s lijevog krila.
Dana 29. kolovoza, seli se u tada drugoligaša TSG 1899 Hoffenheima za 8 milijuna €.
Nakon šest godina, Brazilac prelazi iz ruskog FK Rubin Kazan u Atlético Mineiro u travnju 2016.

## Vanjske poveznice
- Profil na Transfermarktu
- Profil na Soccerwayu